# Proximus Diamond Games 2006
Proximus Diamond Games 2006 — жіночий професійний тенісний турнір, що проходив на закритих кортах з твердим покриттям Sportpaleis у Антверпені Бельгія. Належав до турнірів 2-ї категорії в рамках Туру WTA 2006. Це був 5-й за ліком турнір Diamond Games. Тривав з 13 до 19 лютого 2002 року. Друга сіяна Амелі Моресмо виграла свій другий підряд титул на цьому турнірі й отримала 93 тис. доларів США.

## Фінальна частина

### Одиночний розряд
Амелі Моресмо —  Кім Клейстерс, 3–6, 6–3, 6–3

### Парний розряд
Дінара Сафіна /  Катарина Среботнік —  Стефані Форец /  Міхаелла Крайчек, 6–1, 6–1